# Йохан Георг Баптист фон Андлау
Йохан Георг Баптист фон Андлау (на немски: Johann Georg Baptist Freiherr von Andlau; * 29 декември 1682 в Делсберг/Дьолемон в кантон Юра, Швейцария; † 12 април 1746 в Арлесхайм, Базел Ландшафт, в Швейцария) е фрайхер от род Андлау в Елзас/Гранд Ест.
Той е син на 1. фрайхер Ернст Фридрих фон Андлау-Бирзек (1627 – 1697) и съпругата му фрайин София Урсула фон Райнах-Хирцбах (1651 – 1715), дъщеря на фрайхер Ханс Диболд фон Райнах-Хирцбах († 1678) и Анна Мария Ева фон Райнах (1639 – 1702).
Йохан Георг Баптист фон Андлау умира на 63 години на 12 април 1746 г. в Арлесхайм, Базел.
Той е прадядо на княз Клеменс фон Метерних (1773 – 1859), канцлер на Австрия.

## Фамилия
Йохан Георг Баптист фон Андлау се жени на 30 август 1711 г. в Арлесхайм, Базел, за Анна Мария Катарина фон Волхаузен (* 13 май 1692; † вер. сл. 19 ноември 1746), дъщеря на трушес Франц Лудвиг фон Волхаузен (1663 – 1694) и Мария Франциска Урсула фон Андлау (1667 – 1743), дъщеря на Георг Кристоф фон Андлау-Белинген († 1689) и Мария Франциска Салома фон Баден († 1707). Тя е внучка на Йохан Балтазар фон Андлау († 1688) и Мария Якобея фон Райнах († ок. 1632). Те имат два сина и две дъщери:
- Мария Анна Франциска Елеонора фон Андлау (* 23 февруари 1717 в Арлесхайм; † 13 декември 1780, Фрайбург, погребана в Мунцинген), омъжена на 26 октомври 1734 г. за граф Йохан Фридрих Фридолин фон Кагенек, господар на Мунцинген (* 1707; † 2 април 1783); баба и дядо на княз Клеменс фон Метерних (1773 – 1859), канцлер на Австрия.
- Зигизмунд Йозеф Якоб фон Андлау-Бирзек (* 23 септември 1718, Арлесхайм; † 26 октомври 1788, Арлесхайм), фрайхер, неженен
- Франц Антон Евзебиус Карл Гервазиус Георг фон Андлау (* ок. 1727; † 25 ноември 1792, Фрайбург), женен на 21 август 1758 г. в Прунтрут за Анна Балбина Конрадина фон Щаал цу Зулц и Бубендорф (* 1 април 1736, Прунтрут; † 25 ноември 1798, Фрайург в Брайзгау); имат син
- Мария Франциска Фиделис фон Андлау (* ок. 1730; † 30 ноември 1804, Оршвайер), омъжена 1752 г. за 	фрайхер Йохан Баптист фон Брайтен-Ланденберг († 30 декември 1788, Зулцмат)